# Château de Saint-Anthot
Le château de Saint-Anthot est situé à Saint-Anthot (Côte-d'Or) en Bourgogne-Franche-Comté.

## Localisation
Le château est situé au nord-est du réservoir de Grosbois, en bordure de la route principale et du plateau, dominant le village au nord.

## Historique

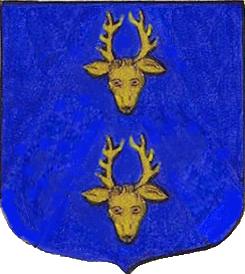
Blason des Sommièvre

### Origine
La date de construction originelle du château de Saint-Anthot n'est pas connue, mais il date probablement du XVe siècle. Jusqu'au XVIIe siècle, ce sont plusieurs seigneurs, dont certains portent le nom de Saint-Anthot, qui se partagent le fief. C'est au cours de ce siècle que l'ensemble de la seigneurie est réunie entre les mains de la famille de Sommièvre.[réf. nécessaire]
Le château est inscrit à l'inventaire général du patrimoine culturel.

### DuXVIIesiècleà aujourd'hui
Elle passe ensuite par mariages aux La Madeleine de Ragny', lors du mariage de Claude de La Madeleine avec Catherine de Sommièvre. Le 26 juin 1683, devenue veuve, cette dernière affranchit les habitants du village, dans un acte signé au château.
L'édifice est ensuite acquis XVIIIe siècle par les Massol, qui ont présidé la Chambre des comptes de Bourgogne tout le long du siècle précédent. Ces nouveaux propriétaires rebâtissent le château en conservant une tour mentionnée dès le XVIe siècle. Ils le conservent alors jusqu'à au moins la Révolution.
En 1820, le château est vendu à Pierre-Bénigne Raviot qui le restaure, son fils Jean-Hubert et son épouse Claire Mareschal de Charentenay bâtissant une seconde tour en symétrie et confiant au paysagiste parisien Édouard André l'aménagement d'un parc paysager à l'anglaise,. Il est finalement restauré au cours du XXe siècle.

## Architecture

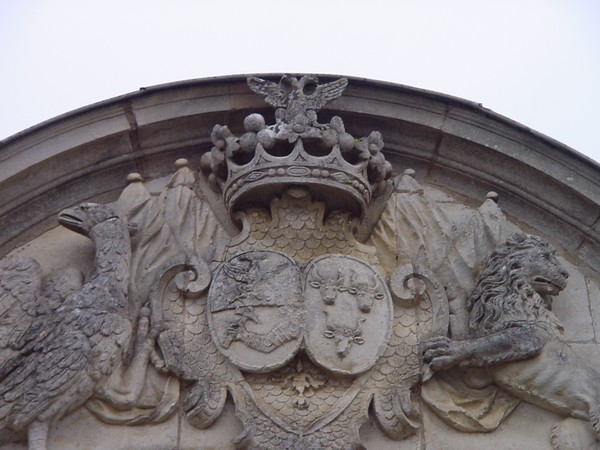
Armes de la famille de Massol sur le portail

Beau château aux toits d'ardoises encadré par ses communs dont l'origine remonte au XVe siècle, largement reconstruit aux XVIIe siècle et XVIIIe siècle et restauré au XXe siècle, époque où le parc est réaménagé. Un portail sculpté donne accès à la cour. D'aspect moderne, il est composé d'un corps de bâtiment flanqué de deux ailes en retour sur la façade antérieure et de deux tours rondes sur la façade postérieure. Ces deux tours sont percées au rez-de-chaussée et à l'étage par des canonnières. Sur le fronton du portail apparaissent les armes de la famille Massol.

## Pour approfondir